# Gare de Saulxures-sur-Moselotte
Ne pas confondre avec la gare de Saulxures dans le Bas-Rhin
La gare de Saulxures-sur-Moselotte  était une gare ferroviaire française de la ligne de Remiremont à Cornimont, située sur le territoire de la commune de Saulxures-sur-Moselotte, dans le département des Vosges en Lorraine. 
Elle est mise en service en 1879 par la Compagnie des chemins de fer de l'Est et fermée, en 1989 aux voyageurs et en 1992 aux marchandises par la Société nationale des chemins de fer français (SNCF). Un service de cars TER Lorraine dessert la commune.

## Situation ferroviaire
Établie à 462 mètres d'altitude, la gare de Saulxures-sur-Moselotte était située au point kilométrique (pk) 16,0 de la ligne de Remiremont à Cornimont, entre les gares de Thiéfosse et de Cornimont.

## Histoire
La gare de Saulxures est mise en service le 6 septembre 1879 par la Compagnie des chemins de fer de l'Est lorsqu'elle ouvre à l'exploitation la ligne de Remiremont à Cornimont, dite aussi « ligne de la Moselotte », dont la Compagnie anonyme du chemin de fer de la Moselotte, concessionnaire, lui a confié l'exploitation. 
En 1880, le résultat de l'exploitation de la station de Saulxures est d'un total de 13 926,85 fr, pour : 9 483,15 fr recette voyageurs, 269,15 fr recette bagages et messageries, 4 174,55 fr recette petite vitesse (marchandises).
Le déclassement de la ligne le 11 juillet 1994 ferme la gare à toute activité ferroviaire.
En 2012, le bâtiment voyageurs est toujours présent. Désaffecté, il est devenu le local d'un vendeur et réparateur de motos. Il est situé à proximité de la voie verte des Hautes-Vosges qui emprunte le parcours de l'ancienne ligne du chemin de fer.

## Service des voyageurs
La gare est fermée et désaffectée, la gare en service la plus proche est celle de Remiremont. Un service de cars TER Lorraine (ligne 9) dessert la commune.